# Werth Messtechnik

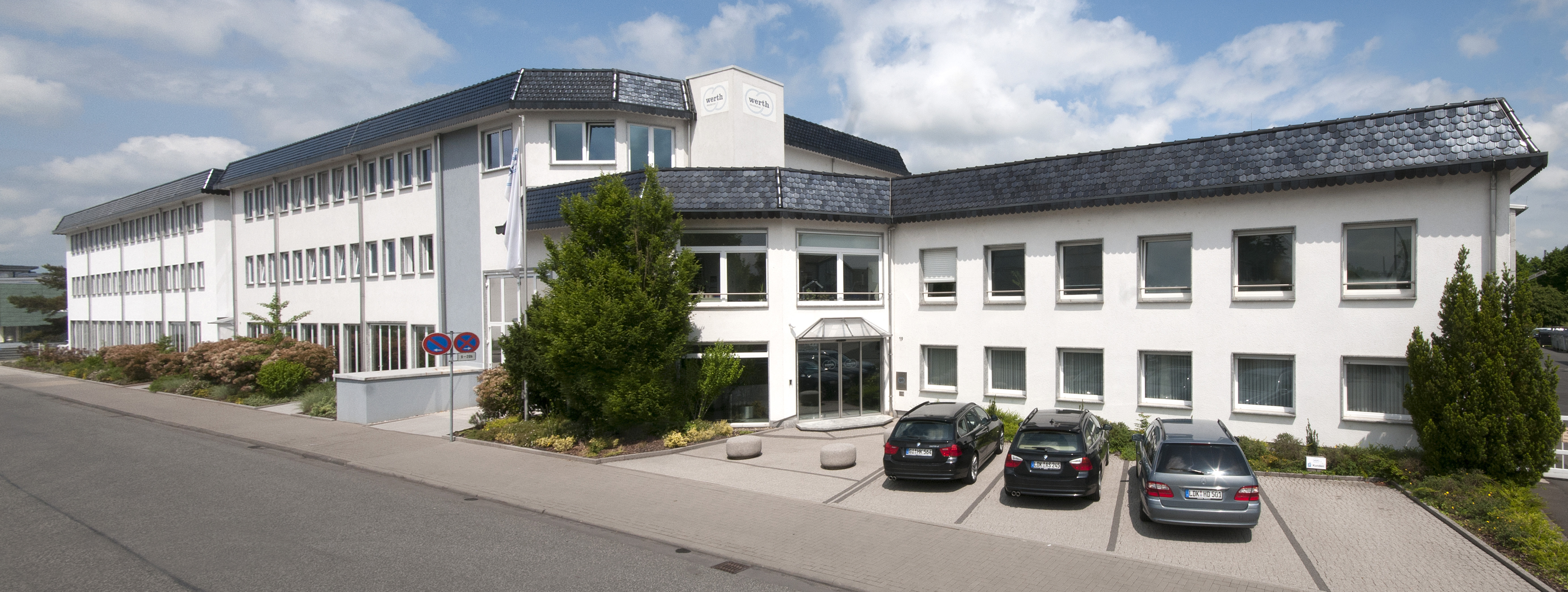
Unternehmensstandort der Werth Messtechnik GmbH in Gießen

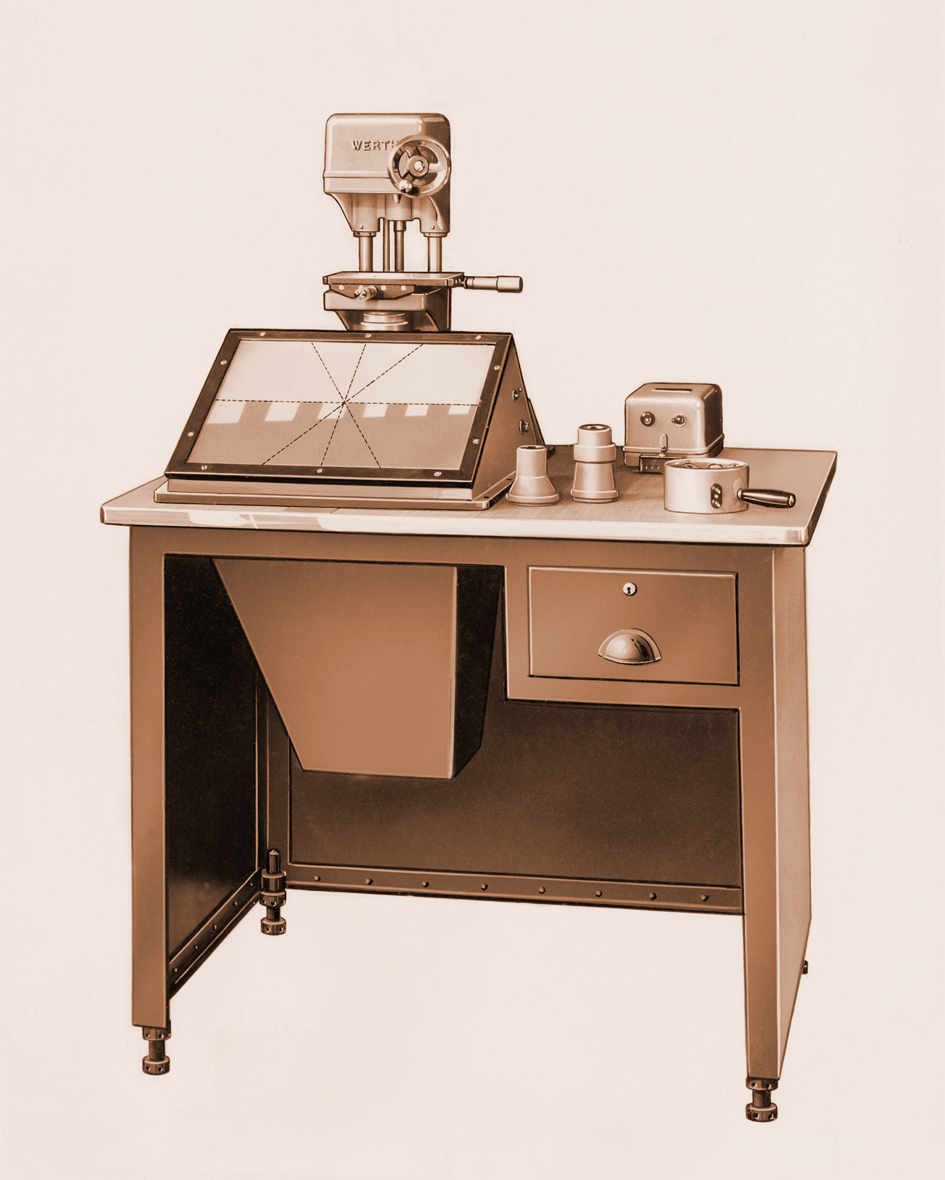
1955: Erster Pultprojektor „Record E“

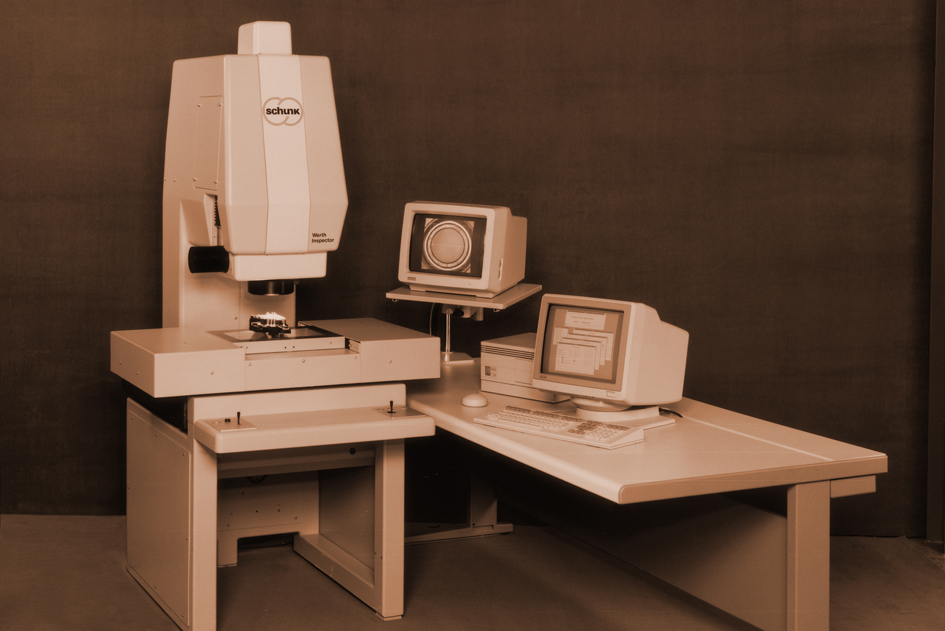
1987: Multisensor-Koordinatenmessgerät „Inspector“

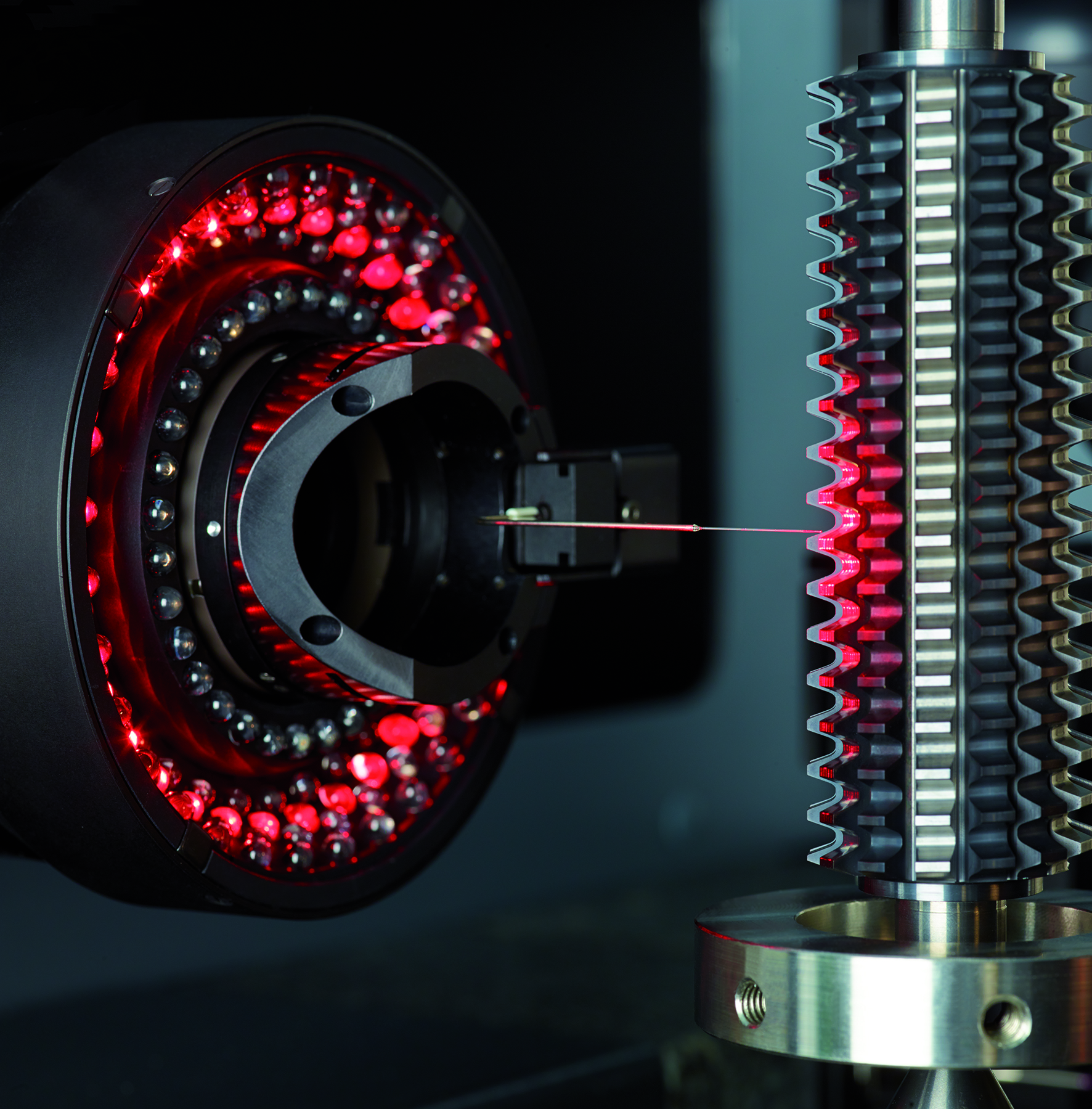
1998: weltweit kleinster und genauester Taster (Patent) „Werth Fiber Probe“

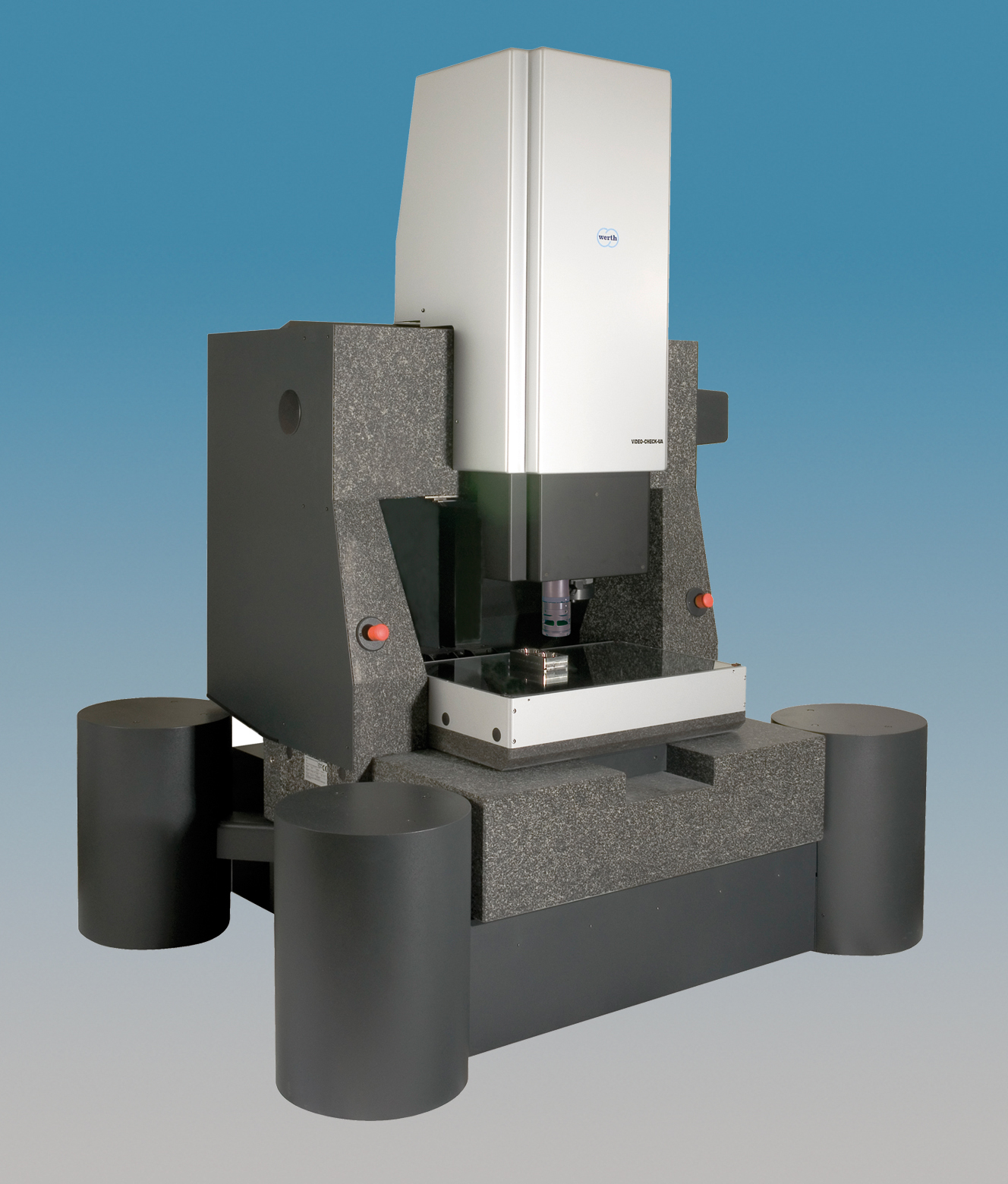
2006: hochgenaues Multisensor-Koordinatenmessgerät „VideoCheck UA“

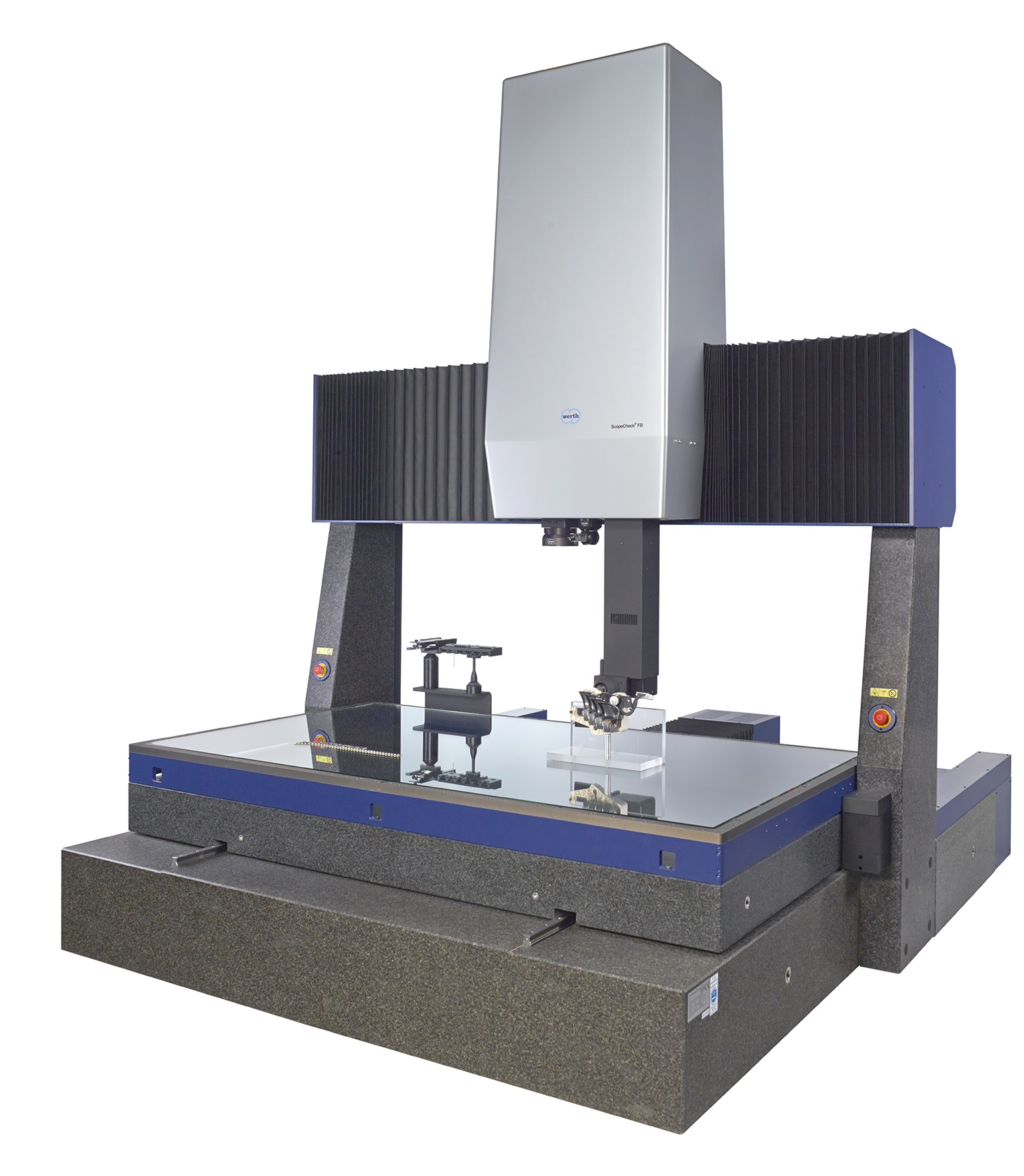
2016: Multisensor-Koordinatenmessgerät „ScopeCheck FB“ mit mehreren unabhängigen Sensorachsen

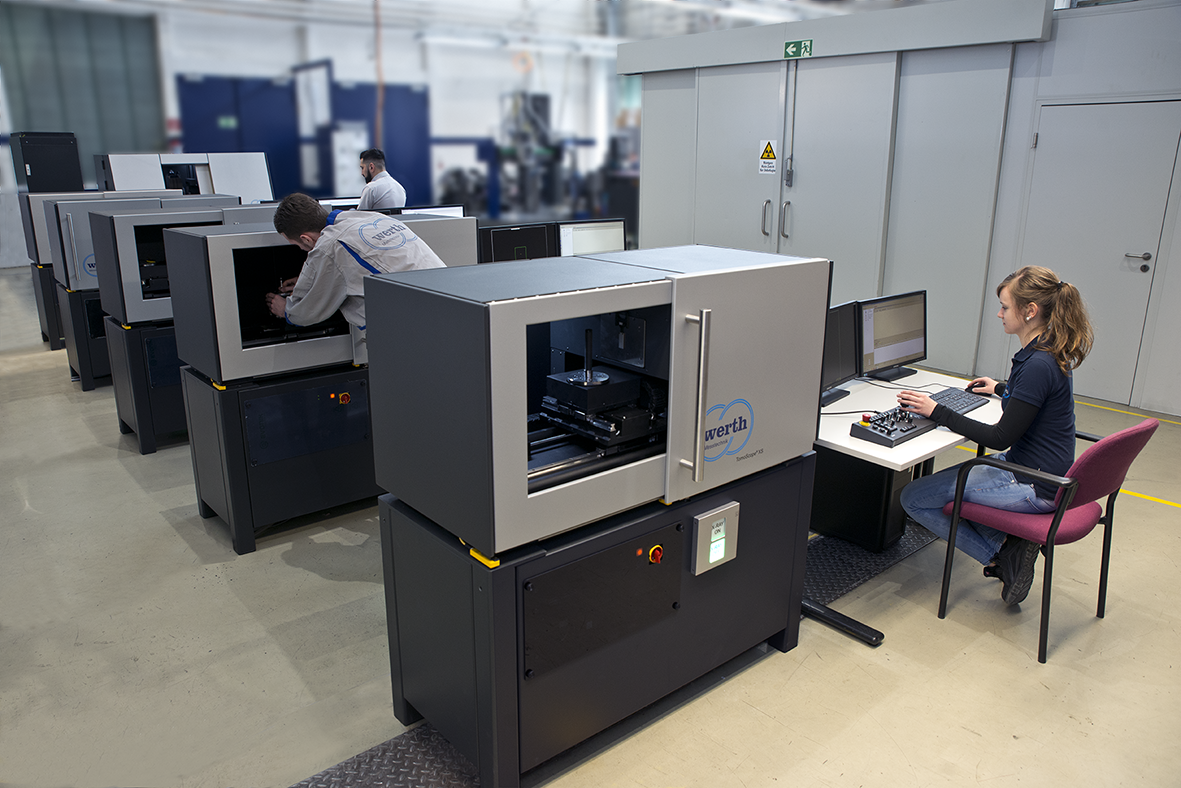
2017: Fertigung des kompakten Computertomografie-Koordinatenmessgeräts „TomoScope XS“

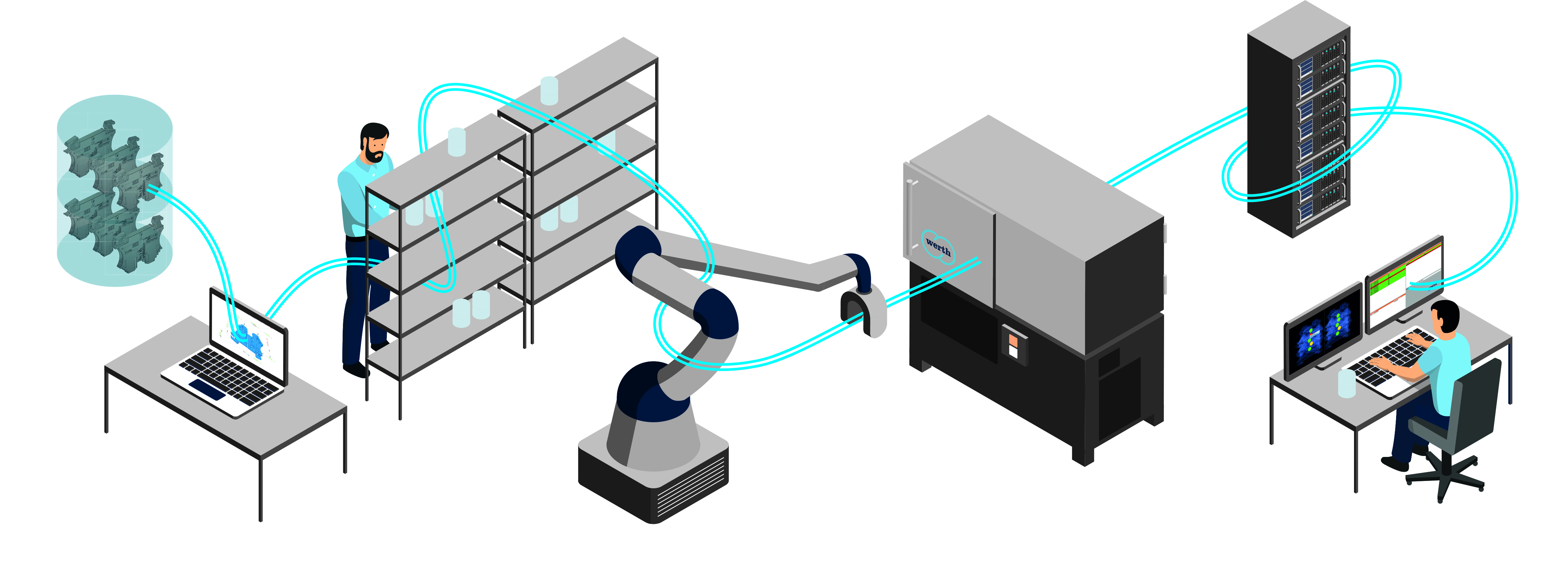
2019: Inline-Messungen mit Computertomografie-Koordinatenmessgerät „TomoScope FQ“

Die Werth Messtechnik GmbH gehört als Hersteller von Koordinatenmessgeräten mit Optik, Taster, Computertomografie und Multisensorik der Messtechnik-Branche an. Geschäftsführender Gesellschafter des Familienunternehmens ist seit 1993 Ralf Christoph. Stammhaus und Fertigungsstätten befinden sich in Gießen, es existieren Tochterunternehmen in China, Frankreich, Großbritannien, Italien, Österreich, der Schweiz, Ungarn und den USA.

## Geschichte
1951 gründete der Maschinenbauingenieur Siegfried Werth in Düsseldorf das Unternehmen „Siegfried Werth Apparate und Maschinen“ zur Entwicklung und Herstellung von Messgeräten, das 1958 nach Gießen umsiedelte. Unter seinen Innovationen waren der Record E, 1954 der erste Profilprojektor in ergonomischer Pultbauweise zum Vergleich von Werkstücken mit den Konstruktionszeichnungen, und das Werth Tastauge, 1977 der erste optoelektronische Fasersensor zur automatischen Kantenerkennung mit Messprojektoren. In Verbindung mit einer CNC-Steuerung ermöglichte es diese Sensorik 1980 erstmals, optische Koordinatenmessgeräte zu automatisieren. Kurz vor seinem Tod im Jahr 1982 veräußerte Siegfried Werth das Unternehmen an die ebenfalls in Gießen ansässige Schunk-Gruppe.
1987 rief die Witwe des Unternehmensgründers zum Gedenken an sein Lebenswerk die Dr.-Ing. Siegfried Werth Stiftung für die Förderung und Finanzierung wissenschaftlicher Arbeiten auf dem Gebiet der berührungslosen dimensionellen Messtechnik ins Leben. Im selben Jahr stellte die Schunk-Werth-Messtechnik GmbH das erste Multisensor-Koordinatenmessgerät Inspector mit Zoomoptik und integriertem Laserabstandssensor vor. Multisensor-Koordinatenmessgeräte verfügen über unterschiedliche Sensorprinzipien, oft sowohl berührungslos als auch berührend. Während der Wirtschaftskrise 1992/93 übernahm der damalige Entwicklungsleiter, Ralf Christoph, die Mehrheit der Anteile und führte das Unternehmen mit zu Anfang 40 Mitarbeitern unter dem Traditionsnamen Werth Messtechnik weiter. Auf der Grundlage seiner nahezu 10-jährigen Erfahrung auf dem Gebiet der Bildverarbeitung für die optische Messtechnik im Rahmen seiner Promotionsarbeit zum Dr.-Ing. an der Friedrich-Schiller-Universität Jena und seiner späteren Habilitation führte das Unternehmen mit dem VideoCheck als erster europäischer Hersteller ein Koordinatenmessgerät mit PC-basierender Bildverarbeitung und Windows-Betriebssystem mit grafisch interaktiver Bedienung ein.
1998 wurden der erste Vertreter der auf die Anforderungen der fertigungsnahen Messtechnik zugeschnittenen ScopeCheck Baureihe und, gemeinsam mit der Physikalisch-Technischen Bundesanstalt (PTB), der kleinste und für viele Anwendungen genaueste Mikrotaster für Koordinatenmessgeräte Werth Fiber Probe entwickelt. 1999 konnten mit der Werth-Zoomoptik erstmalig sowohl Vergrößerung als auch Arbeitsabstand automatisch eingestellt werden. In den folgenden Jahren wurden verschiedene Geräte und Sensoren für den Einsatz in Produktionsnähe und Labor entwickelt und eingeführt.
Ein weiterer Entwicklungsschritt war die Einführung der Röntgen-Computertomografie (CT) in die Koordinatenmesstechnik. Auch hier leistete die Werth Messtechnik GmbH Pionierarbeit und präsentierte im Jahre 2005 das erste speziell für die Koordinatenmesstechnik entwickelte Messgerät mit Röntgentomografie mit der Bezeichnung Werth TomoScope.
Das 2006 eingeführte Multisensor-Koordinatenmessgerät VideoCheck UA mit 1 Nanometer Auflösung, hoher Temperaturstabilität und vielen weiteren technischen Besonderheiten wurde seitdem laufend weiterentwickelt. In den folgenden Jahren erweiterte Werth den Einsatzbereich der Röntgentomografie-Geräte: 2007 stand die Computertomografie-Koordinatenmesstechnik mit dem TomoScope XL auch für große und schwieriger zu durchstrahlende Werkstücke zur Verfügung. Im Jahr 2008 gelang beim TomoScope L der Kompromiss zwischen hoher Röntgenspannung bis 240 kV und kleineren Geräteabmessungen.
Im Bereich Multisensorik wurde durch eine Kombination von Laserabstands- und Bildverarbeitungssensor mit dem Fasertasterprinzip die 3D-Ausführung des bewährten Mikrotasters Werth Fiber Probe realisiert.
2012 stellte man mit dem TomoScope XL NC das größte Werth-Koordinatenmessgerät mit Computertomografie vor, dessen Röntgenröhre über maximal 450 kV Röhrenspannung verfügt. Ab 2014 gestattete ein Messkopf mit Multisensor-System WMS40 die Kombination mehrerer taktiler und optischer Sensorprinzipien. Durch zwei, später drei separate Sensorachsen war die Multisensorik mit dem ScopeCheck FB ab 2016 noch flexibler einsetzbar. 2017 begann durch das preiswerte TomoScope XS mit den Vorzügen der bewährten Technik im Kompakt-Format ein neuer Trend in der Computertomografie. Die Röntgenröhre im Monoblock-Design mit Transmissionstarget vereint das etwa fünffach schnellere Messen im Vergleich zu konventionellen Systemen mit hoher Auflösung und geringen Wartungskosten.
2019 folgte das TomoScope FQ, das über eine stark erhöhte Messgeschwindigkeit sowie ein neuartiges Auswertekonzept verfügt und somit besonders für die Integration in Fertigungslinien geeignet ist. Im folgenden Jahr wurde durch leistungsstarke Sensoren der Verzicht auf mechanische Geräteachsen möglich und mit dem TomoScope XS FOV ein preisgünstiges Gerät mit Röntgen-Computertomografie für den fertigungsnahen und fertigungsintegrierten Einsatz geschaffen. Ebenfalls 2020 erweiterte Werth die Multisensorik durch eine telezentrische 10-fach Zoomoptik mit einem in den Strahlengang integrierten konfokalen Abstandssensor als Multisensor Chromatic Focus Zoom.
Das Qualitätsmanagementsystem nach DIN EN ISO 9001 und das DAkkS-Labor für die Kalibrierung von Koordinatenmessgeräten nach DIN ISO 17025 sollen die Zuverlässigkeit und Genauigkeit der Geräte sicherstellen.

## Unternehmensstruktur
Das Unternehmen hat über 350 Mitarbeiter in Deutschland, die Werth-Gruppe etwa 400. Die Werth Messtechnik GmbH ist ein Familienunternehmen, dessen Gesellschafter den Schwerpunkt auf ein langfristiges Unternehmenswachstum legen. Die Unternehmenserträge werden dementsprechend überwiegend für die Entwicklung neuer Produkte, für Investitionen und den Ausbau der Unternehmensstrukturen eingesetzt. Dies führt für Werth seit Jahrzehnten zu meist zweistelligen Zuwachsraten.

## Produkte/Anwendungsfelder
Die Gerätepalette reicht von 2D-Scannern bis zu hochgenauen 3D-Multisensor- und Computertomografie-Koordinatenmessgeräten mit sechs oder sieben Achsen. Werth-Koordinatenmessgeräte werden beispielsweise in der Luft- und Raumfahrt-, Automobil-, Elektronik-, Energie-, Extrusions-, Schmuck-, Werkzeug-, Medizin- und Kunststoffindustrie verwendet.

### Koordinatenmessgeräte mit optischen und taktilen Sensoren
- QuickInspect: 2D-Bildverarbeitungsmessgeräte für schnelle und einfache „Im Bild“-Messungen mit Subpixeling an Werkstücken wie z. B. Stanz-(Biege‑)Teilen
- FlatScope: hochaufgelöste „Im Bild“-Messungen von großen 2D-Werkstücken wie z. B. Aluminium-/Fensterprofilen oder Leiterplatten
- ScopeCheck Baureihe: 3D-Koordinatenmessgeräte für die Fertigungskontrolle mit Multisensorik; typische Sensorkonfiguration: Bildverarbeitung, Tastsystem und Laserabstandssensor; beispielsweise Messung von Kunststoffteilen mit dem Bildverarbeitungssensor in Kombination mit Tastsystem für Form- und Lageabweichungen und Lasersensor zur Bestimmung der Ebenheit
- VideoCheck Baureihe: hochgenaue 3D-Multisensor-Koordinatenmessgeräte, auch mit spezielleren Sensoren wie dem patentierten taktil-optischen Werth Fiber Probe für sehr kleine Geometrien und empfindliche Oberflächen
- Vertikalgeräte: Werkzeug- und Wellenmessung ohne Durchbiegung an senkrechter Drehachse mit Taumelkorrektur, z. B. können Durchmesser und Längen mit Bildverarbeitung, Form- und Lageabweichungen taktil gemessen werden

### Koordinatenmessgeräte mit Computertomografie
- Baureihen TomoScope S, L und XL: Computertomografie-Geräte in verschiedenen Baugrößen zur vollständigen und zerstörungsfreien Erfassung des Werkstücks inklusive Innengeometrien, schnelle visuelle Prüfung der Abweichungen zum Sollzustand durch Vergleich mit CAD-Modell
- TomoScope XS Baureihe: kostengünstige Computertomografie-Kompaktgeräte für schnelle und hochauflösende Messungen überall im Unternehmen
- TomoScope FQ Baureihe: Computertomografie-Geräte für vollautomatische Atline- und Inline-Messungen